# Hans Degen
Pour les articles homonymes, voir Degen.
Hans Degen (né le 18 février 1899 à Rosenheim et mort le 8 novembre 1971 à Bad Tölz) est un Generalleutnant allemand qui a servi au sein de la Heer dans la Wehrmacht pendant la Seconde Guerre mondiale.
Il a été récipiendaire de la croix de chevalier de la croix de fer. Cette décoration est attribuée pour récompenser un acte d'une extrême bravoure sur le champ de bataille ou un commandement militaire avec succès.

## Biographie
Hans Degen est capturé par les troupes américaines en mai 1945 et reste en captivité jusqu'en 1947.

## Décorations
- Croix de fer (1914)
  - 2e classe (6 novembre 1917)
- Insigne es blessés (1914)
  - en Noir (11 octobre 1918)
- Croix d'honneur pour les combattants 1914-1918
- Croix d'Espagne en bronze avec glaives (31 mai 1939)
- Agrafe de la croix de fer (1939)
  - 2e classe (1er octobre 1939)
  - 1re classe (10 décembre 1939)
- Médaille du Front de l'Est
- Ordre de la Croix de la Liberté 1re Classe avec glaives (4 avril 1944)
- Agrafe de la liste d'honneur (5 février 1945)
- Croix allemande en Or (12 mars 1942)
- Croix de chevalier de la croix de fer
  - Croix de chevalier le 11 mars 1945 en tant que Generalleutnant et commandant de la 2. Gebirgs-Division[1]